# Gustav Hertel
Gustav Hertel (* 1. Dezember 1847 in Calbe (Saale); † 24. November 1903 in Magdeburg) war ein deutscher Historiker.

## Leben
Hertel besuchte die Latina der Franckesche Stiftungen in Halle (Saale). Ab 1867 studierte er an der Universität Halle Geschichte und Philologie. Nach Abschluss des Studiums 1873 nahm Hertel eine Stelle als Lehrer am Pädagogium des Klosters Unser Lieben Frauen in Magdeburg an. Ab 1891 wurde er Oberlehrer und schließlich 1891 Professor an der Lehranstalt.
Als Historiker widmete Hertel sich überwiegend der Geschichte Magdeburgs und der näheren Umgebung. Im Auftrag der Historischen Kommission der Provinz Sachsen bearbeitet Hertel mehrere Urkundenbücher. 1885 gab er zusammen mit Friedrich Hülße Geschichte der Stadt Magdeburg von Friedrich Wilhelm Hoffmann neu bearbeitet heraus. Hertel war Mitglied des Vereins für Geschichte und Altertumskunde des Herzogtums und Erzstifts Magdeburg und betätigte sich dort als Redakteur für das vom Verein herausgegebene Geschichts-Blätter für Stadt und Land Magdeburg.

## Werke
- Urkundenbuch des Klosters Unser Lieben Frauen zu Magdeburg, Halle 1878 Digitalisat
- Die Halleschen Grund- und Schöffenbücher (1266-1460), 1882
- Die ältesten Lehnbücher der Magdeburgischen Erzbischöfe, 1883 Digitalisat
- Geschichte der Stadt Magdeburg, 1885
- Urkundenbuch der Stadt Magdeburg, Otto Hendel, Halle 1892– 
  - Band 1 (1892): Bis 1403 (Digitalisat).
  - Band 2 (1894): 1403 bis 1464 (Digitalisat).
  - Band 3: 1465 bis 1513.
- Die Wüstungen im Nordthüringgau, 1899
- Geschichte der Stadt Calbe an der Saale, herausgegeben 1904